# ميكائيل بانوس
ميكائيل بانوس (بالفرنسية: Mickaël Panos)‏ هو لاعب كرة قدم فرنسي في مركز ظهير ‏، ولد في 10 فبراير 1997 في أورسي ‏ في فرنسا. لعب مع نادي بافوس ونادي سانت إتيان ونادي شاتورو ونادي فلازنيا إشقودرة.

## وصلات خارجية
- ميكائيل بانوس على موقع رابطة كرة القدم الفرنسية للمحترفين (الإنجليزية)
- ميكائيل بانوس على موقع قاعدة بيانات كرة القدم.إي يو (الإنجليزية)
- ميكائيل بانوس على موقع Soccerway.com (الإنجليزية)